# (4171) Carrasco
Pour les articles homonymes, voir Carrasco.
(4171) Carrasco est un astéroïde de la ceinture principale.

## Description
(4171) Carrasco est un astéroïde de la ceinture principale. Il fut découvert le 23 mars 1982 à l'Observatoire Palomar par Carolyn S. Shoemaker. Il présente une orbite caractérisée par un demi-grand axe de 2,24 UA, une excentricité de 0,08 et une inclinaison de 4,0° par rapport à l'écliptique.

## Compléments